# Svart mårfältmätare
Svart mårfältmätare (Epirrhoe tristata) är en fjärilsart som beskrevs av Carl von Linné 1758. Svart mårfältmätare ingår i släktet Epirrhoe och familjen mätare. Arten är reproducerande i Sverige. Inga underarter finns listade i Catalogue of Life.

## Bildgalleri

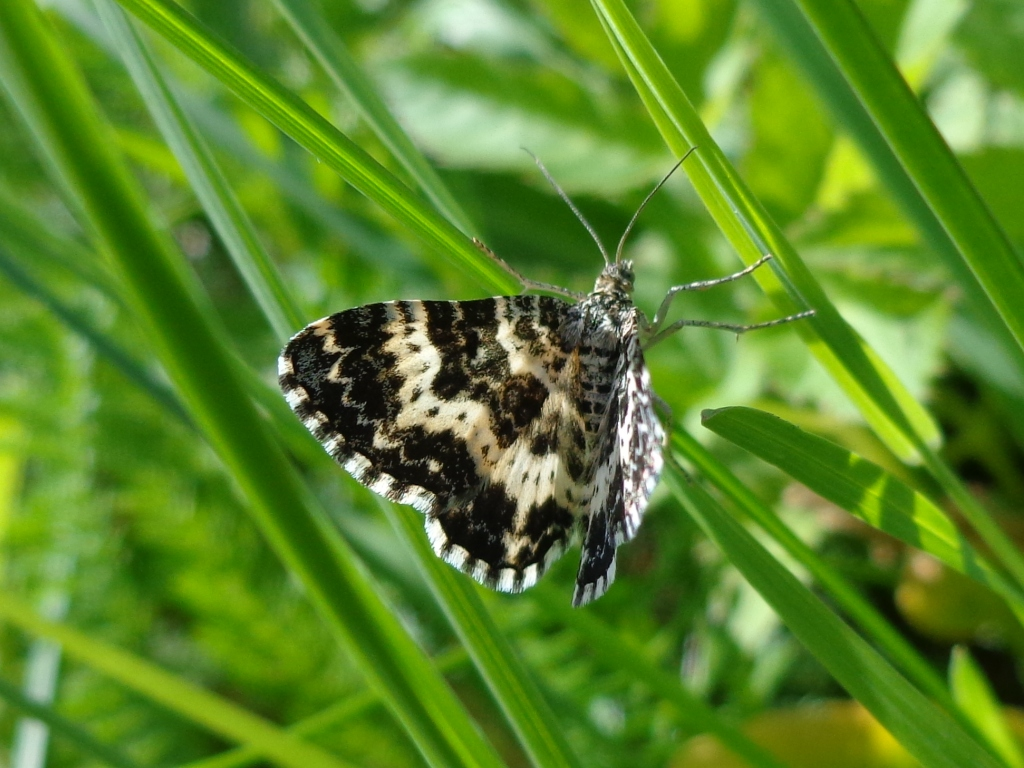
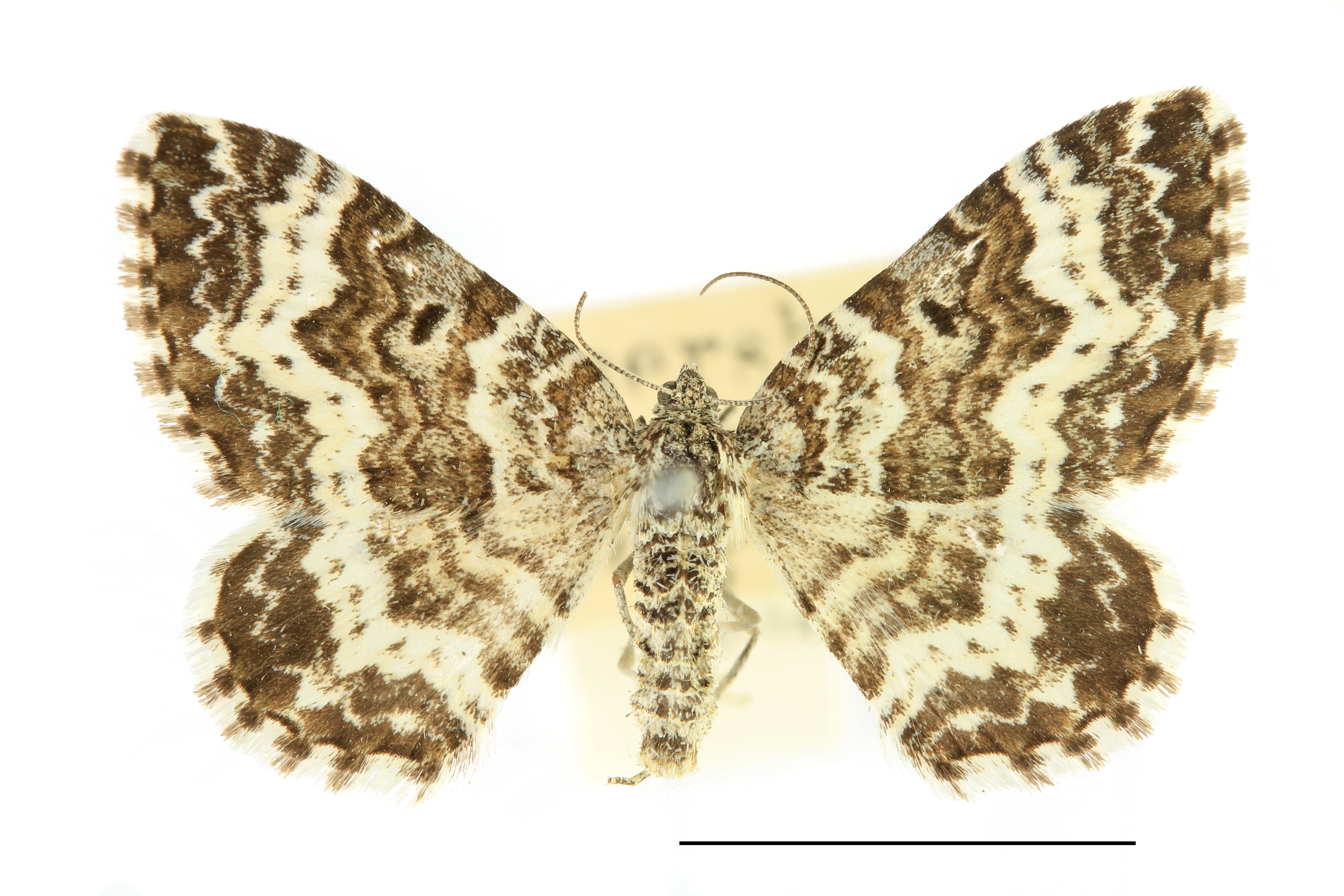
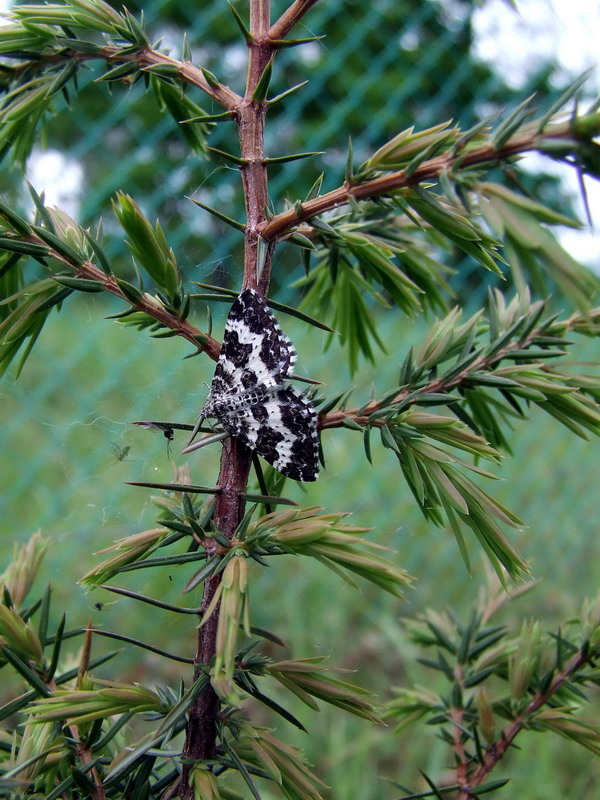
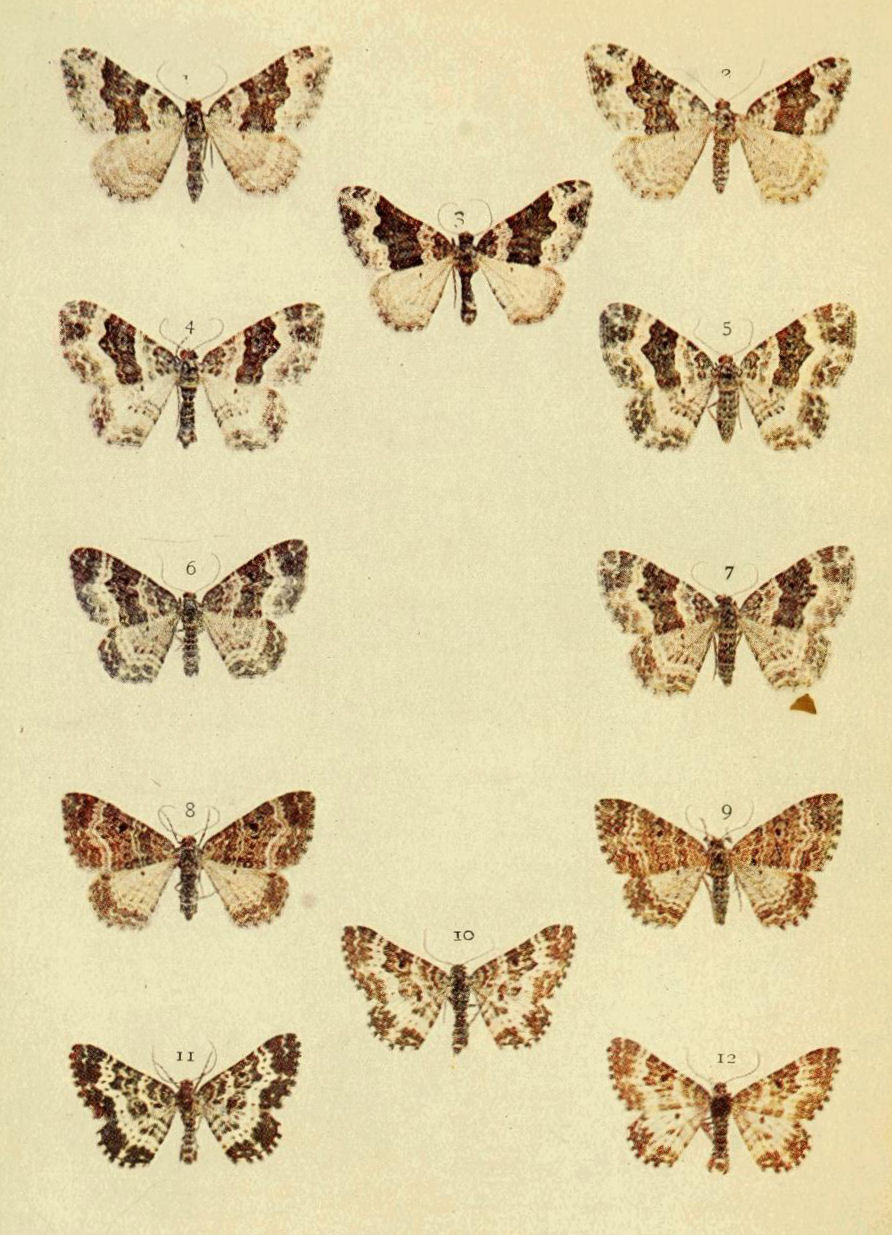